# Faseroptik (Bauelement)
Als Faseroptik oder faseroptisches Element bezeichnet man im gleichnamigen Fachbereich der Optik ein optisches Bauteil einer oder mehreren Lichtleitfasern (z. B. Glasfaser) oder Lichtleitern aufgebautes Element, zur Übertragung von elektromagnetischer Strahlung oder optischen Signalen.
Ausgehend vom englischsprachigen Begriff fiber optics bezeichnet man die Faseroptik auch als Fiberoptik oder Fiber-Optik.
Faseroptiken werden in vielen Bereichen genutzt, beispielsweise:
- in der Kommunikations- und Nachrichtentechnik zur Informationsübertragung mit hohen Datenraten,
- in der Spektroskopie zur Aufnahme von Signalen und Zuleitung zum Spektrometer mittels faseroptischer Sensoren,
- in der Medizintechnik zur Übertragung von Bildsignalen in schwer zugänglichen Bereichen (wie bei der Endoskopie) oder
- in der Beleuchtungstechnik zur Übertragung von Strahlungsleistung für die Punktbeleuchtung (z. B. Sternenprojektoren) oder Linienführung.[3]

## Medizintechnik
In der Medizin werden zwei Arten von Faseroptiken unterschieden:
1. Faseroptiken, die miteinander zu einem mechanisch homogenen Block verschmolzen sind, und
2. flexible Faseroptiken eines Endoskops, die nicht miteinander verschmolzen sind, sondern aus lose nebeneinander liegenden, biegsamen Einzelfasern bestehen, die lediglich an Ein- und Ausgangsseite geometrisch streng geordnet und fest eingefasst sind (Faserbündel).

Faseroptiken werden anstatt einer konventionellen Abbildung mit optischen Linsen oder Spiegeln überall dort eingesetzt, wo es auf kleine Abmessungen und/oder hohe Lichtstärke ankommt: Gegenüber einer 1:1-Optik mit Blende 1 erhält man ca. 10-fach höhere Lichtstärke (bei diffuser Lambert-Beleuchtung). Beispielsweise bei Intubationsfiberoptiken zur Darstellung des Kehlkopfs für eine endotracheale Intubation.
Das übertragene Bild wird pixelweise aufgelöst, es gibt zwei gängige Anordnungen der Bildpunkte: hexagonal oder orthogonal. Der Abstand der einzelnen Bildpunkte beträgt typischerweise 4–10 µm. Jede einzelne Faser besteht wie bei einem Lichtleiter aus einem Kernglas und einem einhüllenden niederbrechenden Mantelglas. Dazwischen sind zusätzlich Stränge aus schwarzem (absorbierendem) Glas angeordnet, um vagabundierendes Streulicht zurückzuhalten.
Wenn nach dem Verschmelzen der entstandene zylindrische Block nochmals erhitzt und gezogen wird, verjüngt er sich in der Mitte und kann in der entstandenen Taille getrennt werden: Auf diese Weise kann ein Taper, das heißt eine Faseroptik für eine vom 1:1-Maßstab abweichende Verkleinerung bzw. Vergrößerung hergestellt werden.
Ähnlich wie bei der Abbildung mit einer Linse bleibt die Helligkeit jedoch bei der Verkleinerung unabhängig vom Abbildungsmaßstab konstant.
Dies bedeutet, dass ein Teil der eingestrahlten Lichtintensität auf dem Weg von Eingangs- zu Ausgangsfläche verlorengeht, denn sonst wäre die Leuchtdichte auf der kleineren Ausgangsseite höher. Dieser Verlust tritt auf, weil durch die Vielfachreflexion ein Teil der Lichtstrahlen in den sich konisch verjüngenden Einzelfasern den Grenzwinkel der Totalreflexion überschreiten und deshalb nicht weitergeleitet wird.
Wenn der Glasblock beim nochmaligen Erhitzen verdreht statt gezogen wird, entsteht ein Twister. Dieser wird meist mit 180°-Torsion zur Bildumkehr verwendet.
Verschmolzene Faseroptiken werden oft in Bildverstärkern verwendet, um das Schirmbild einfach und zuverlässig an nachfolgende Bildsensoren, zum Beispiel an CCDs, weiterleiten (= ankoppeln) zu können.